# Chrysocerca timorina
Chrysocerca timorina is een insect uit de familie van de gaasvliegen (Chrysopidae), die tot de orde netvleugeligen (Neuroptera) behoort. 
Chrysocerca timorina is voor het eerst wetenschappelijk beschreven door Handschin in 1935.